# Акт про цифрову операційну стійкість
Акт про цифрову́ операці́йну сті́йкість (АЦОС; англ. Digital Operational Resilience Act, DORA) — нормативно-правовий акт Європейського Союзу, який вимагає від фінансових установ покращити свою цифрову операційну стійкість.

## Мета
DORA має на меті покращити цифрову операційну стійкість фінансових установ у Європейському Союзі та їхніх постачальників ІКТ та створити єдину нормативну базу в Європейському Союзі, щоб зменшити сприйнятливість до кіберзагроз у всьому ланцюжку створення вартості фінансового сектора. Крім того, DORA має намір гармонізувати національні правила щодо безпеки ІТ-систем у фінансовому секторі, таким чином зміцнюючи європейський фінансовий ринок у цілому проти кіберризиків та інцидентів у сфері інформаційно-комунікаційних технологій.

## Застосування
Регламент поширюється на фінансові установи та сторонніх постачальників послуг ІКТ. Стаття 2 визначає фінансові установи як:
- Постачальники послуг надання інформації про облікові записи
- Адміністратори критичних тестів
- Центральні контрагенти
- Центральні депозитарії цінних паперів
- Кредитні установи
- Кредитно-рейтингові агентства
- Постачальники послуг краудфандингу
- Постачальники послуг криптоактивів і емітенти токенів, пов’язаних із активами
- Постачальники послуг звітування даних
- Установи електронних грошей
- Заклади професійного пенсійного забезпечення
- Страхові та перестрахові компанії
- страхових посередників, посередників у перестрахуванні та посередників у допоміжному страхуванні
- Інвестиційні фірми
- Керуючі компанії
- Керуючі фондами альтернативних інвестицій
- Платіжні установи
- Сховища сек'юритизації
- Торгові сховища
- Торгові майданчики

Регламент прямо не поширюється на:
- Страхових посередників, посередників з перестрахування та допоміжних страхових посередників, які є мікропідприємствами або малими чи середніми підприємствами;
- Страхові та перестрахові компанії, як зазначено у статті 4 Директиви 2009/138/ЄС;
- Установи професійного пенсійного забезпечення, які керують пенсійними схемами, які разом не мають більше ніж 15 учасників;
- Менеджерів альтернативних інвестиційних фондів, як зазначено в статті 3(2) Директиви 2011/61/ЄС;
- Фізичних або юридичних особів, звільнених відповідно до статей 2 і 3 Директиви 2014/65/ЄС;
- Поштові установи жиро, як зазначено в пункті (3) частини 5 статті 2 Директиви 2013/36/ЄС.

## Принцип пропорційності
Стаття 4 визначає принцип пропорційности, що призводить до деяких винятків для малих підприємств, які потрапляють до сфери дії регулювання, незважаючи на їх розмір. Це дозволяє спростити реалізацію певних вимог відповідно до загального профілю ризику підприємства. Прикладом цього є спрощена структура управління ризиками ІКТ відповідно до статті 16 у поєднанні з нормативним технічним стандартом (RTS).

## Структура
Регламент складається з 64 статей, які розділені на 9 розділів:
1. Загальні положення (ст. 1–4)
2. Управління ризиками ІКТ (ст. 5–16)
3. Управління інцидентами, пов’язаними з ІКТ, класифікація та звітність (ст. 17–23)
4. Тестування цифрової операційної стійкости (ст. 24–27)
5. Управління ризиком третьої сторони ІКТ (ст. 28–44)
6. Механізми обміну інформацією (ст. 45)
7. Компетентні органи (ст. 46–56)
8. Делеговані акти (ст. 57)
9. Перехідні та прикінцеві положення (ст. 58–64)

Крім того, європейські наглядові органи розробляють нормативні та імплементаційні технічні стандарти (RTS та ITS), які після публікації в Офіційному віснику Європейського Союзу також стають юридично обов’язковими:
| Тип        | Суб'єкт | Примітка DORA | Імплементовано                                 | Статус                                          |
| ---------- | --- | ------------- | ---------------------------------------------- | ----------------------------------------------- |
| RTS        | Структура управління ризиками ІКТ | Ст. 15        | Делегований регламент Комісії (ЄС) № 2024/1774 | Чинно                                           |
| RTS        | Спрощена структура управління ризиками ІКТ | Ст. 16 (3)    | Делегований регламент Комісії (ЄС) № 2024/1774 | Чинно                                           |
| RTS        | Класифікація інцидентів та кіберзагроз, пов’язаних з ІКТ | Ст. 18 (3)    | Делегований регламент Комісії (ЄС) № 2024/1772 | Чинно                                           |
| RTS        | Зміст звітів про серйозні інциденти, пов’язані з ІКТ | Ст. 20 (a)    |                                                | Прийнято 23 жовтня 2024 р.                      |
| ITS        | Стандартні форми, шаблони та процедури для звітування фінансовими установами про великий інцидент, пов’язаний з ІКТ                                                  | Ст. 20 (b)    |                                                | Остаточний проєкт опубліковано 17 липня 2024 р. |
| RTS        | Тестування на проникнення на основі загроз | Ст. 26 (11)   |                                                | Остаточний проєкт опубліковано 17 липня 2024 р. |
| ITS        | Типові шаблони для цілей реєстру інформації | Ст. 28 (9)    |                                                | Проєкт відхилено Комісією 3 вересня 2024 року   |
| RTS        | Політика щодо використання послуг ІКТ, що підтримують критичні або важливі функції, що надаються сторонніми постачальниками послуг ІКТ (політика щодо третіх сторін) | Ст. 28 (10)   | Делегований регламент Комісії (ЄС) № 2024/1773 | Чинно                                           |
| RTS        | Специфікація елементів під час надання субпідрядних послуг ІКТ, що підтримують критичні або важливі функції                                                          | Ст. 30 (5)    |                                                | Остаточний проєкт опубліковано 26 липня 2024 р. |
| Guidelines | Співпраця між ESA та компетентними органами щодо структури системи нагляду                                                                                           | Ст. 32 (7)    |                                                | Опубліковано 6 листопада 2024 р.                |
| RTS        | Узгодження умов здійснення наглядової діяльности | Ст. 41        |                                                | Прийнято 24 жовтня 2024 р.                      |

## Вплив
DORA матиме вплив на пенсійні схеми. Пенсійні схеми, які нараховують більше ніж 15, але менше ніж 100 учасників, підлягатимуть спрощеній системі управління ризиками ІКТ.